# American Geosciences Institute
L' American Geosciences Institute (« Institut américain des géosciences »), initialement nommée  American Geological Institute (« Institut américain de géologie ») est une fédération à but non lucratif de 51 organisations géoscientifiques et professionnelles représentant les géologues, géophysiciens, et autres scientifiques de la terre. 

## Histoire
L'organisation est fondée en 1948 sous le nom de American Geological Institute. Le nom est abandonné au profit du nom actuel le 1er octobre 2011.
Depuis 1966, l'AGI produit GeoRef, une base de données documentaire pour les chercheurs en sciences de la terre.
Les bureaux de l'organisation sont à Alexandria, Virginie (États-Unis).

## Publications
- L'association édite jusqu'en 2008 le magazine Geotimes[5].
- Geotimes change de nom en 2008 et devient EARTH Magazine[6].